# Cratère de Roter Kamm
Pour les articles homonymes, voir Kamm.
Le cratère de Roter Kamm est un cratère météoritique situé dans le sud de la Namibie, à 60 km de la côte et à 70 km de l'Afrique du Sud.
Son diamètre est de 2,5 km et sa profondeur est de 130 m. On estime que son âge est de 3,7 ± 0,3 millions d'années (Pliocène).
Cependant, son plancher original est recouvert par des gisements de sable d'une épaisseur d'au moins 100 m.

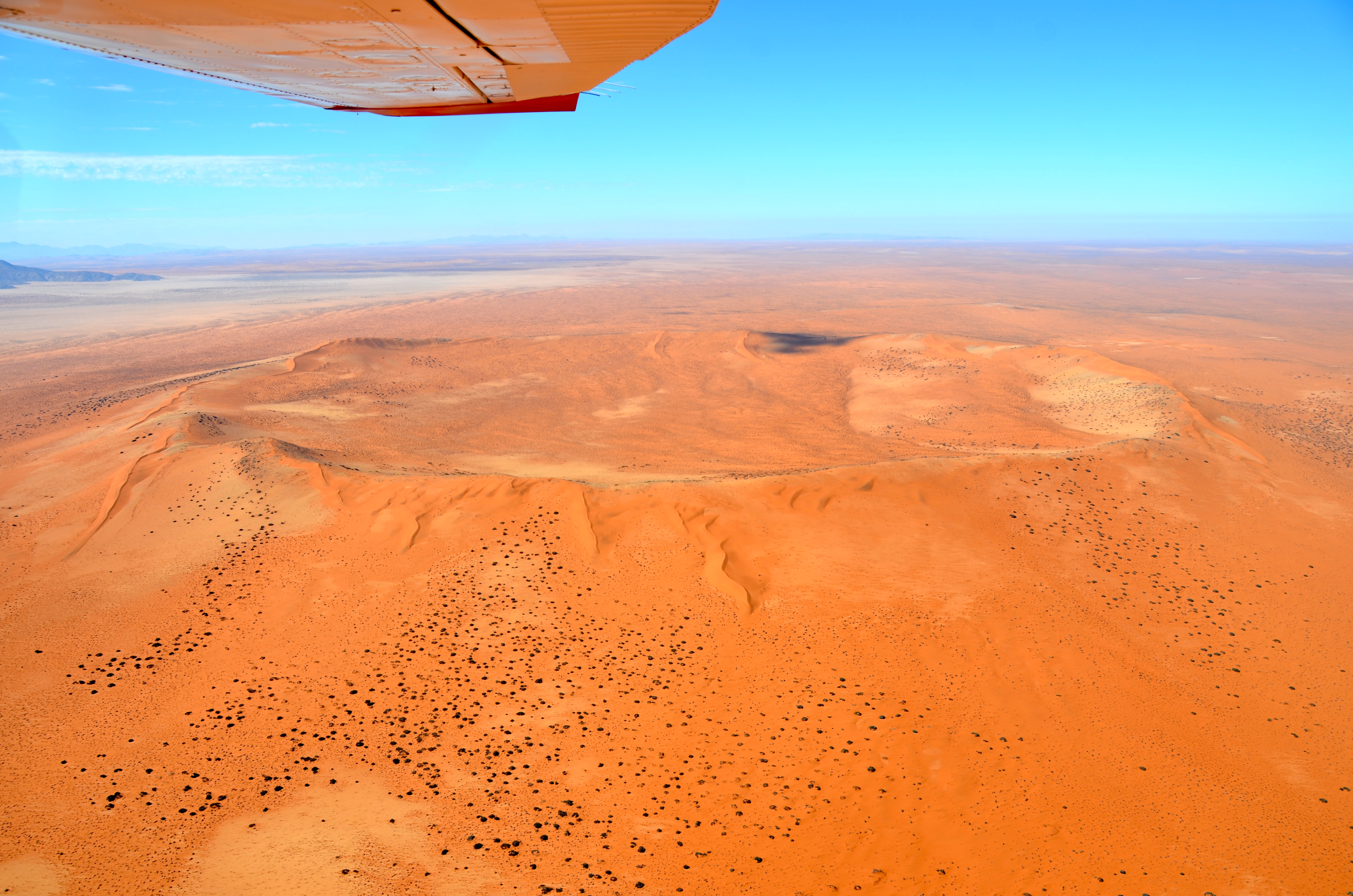
Cratère Roter Kamm en Namibie